# トロイアの女
『トロイアの女』（希: Τρῳάδες, Trōades, トローアデス、羅: Troades）は、古代ギリシアのエウリピデスによるギリシア悲劇の1つ。
トロイア戦争終結直後、陥落したトロイアの女たちが
- カッサンドラーは、アガメムノーンへ
- アンドロマケーは、ネオプトレモスへ
- ヘカベーは、オデュッセウスへ

といった具合に、ギリシア兵士側に妾・奴隷として分配されていく様が描かれる。
紀元前415年の大ディオニューシア祭にて、
- 『アレクサンドロス』
- 『パラメーデース』
- 『トロアーデス』
- 『シーシュポス』（サテュロス劇）

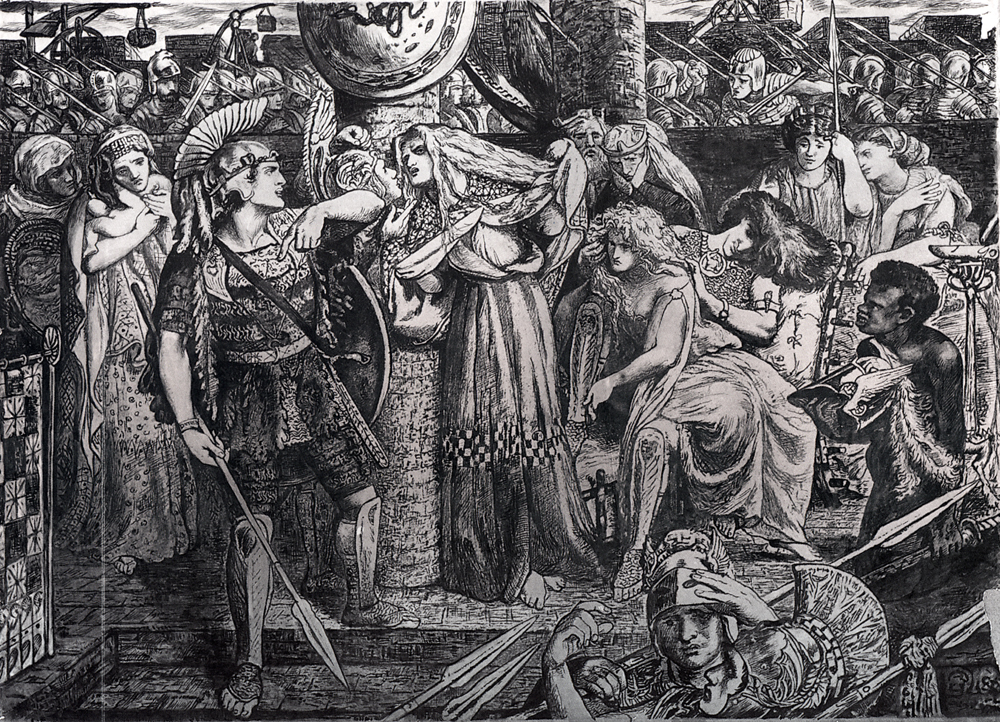
ダンテ・ゲイブリエル・ロセッティ『カッサンドラー』1861

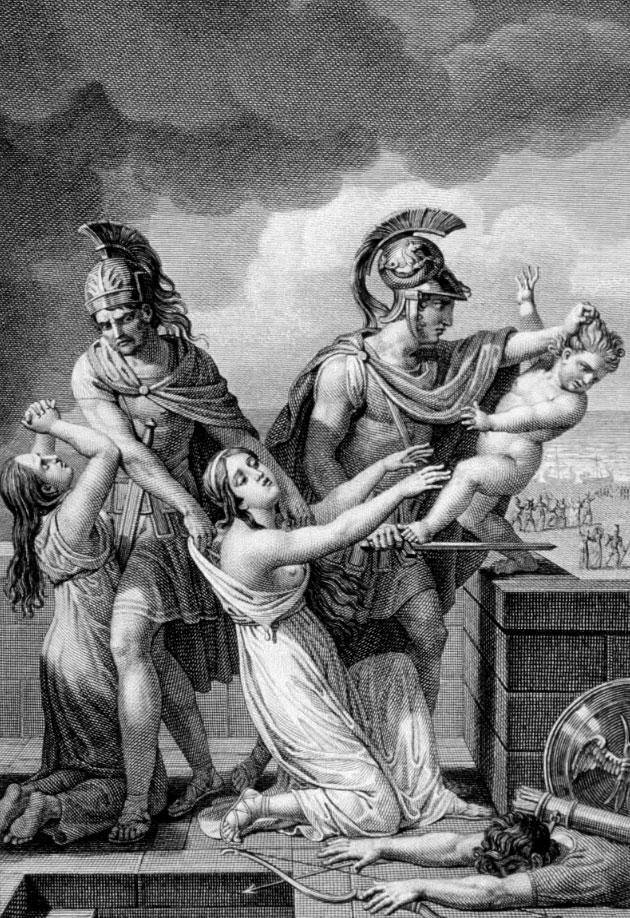
塔から突き落とされかかっているアステュアナクス。アンドロマケーが情けを乞う

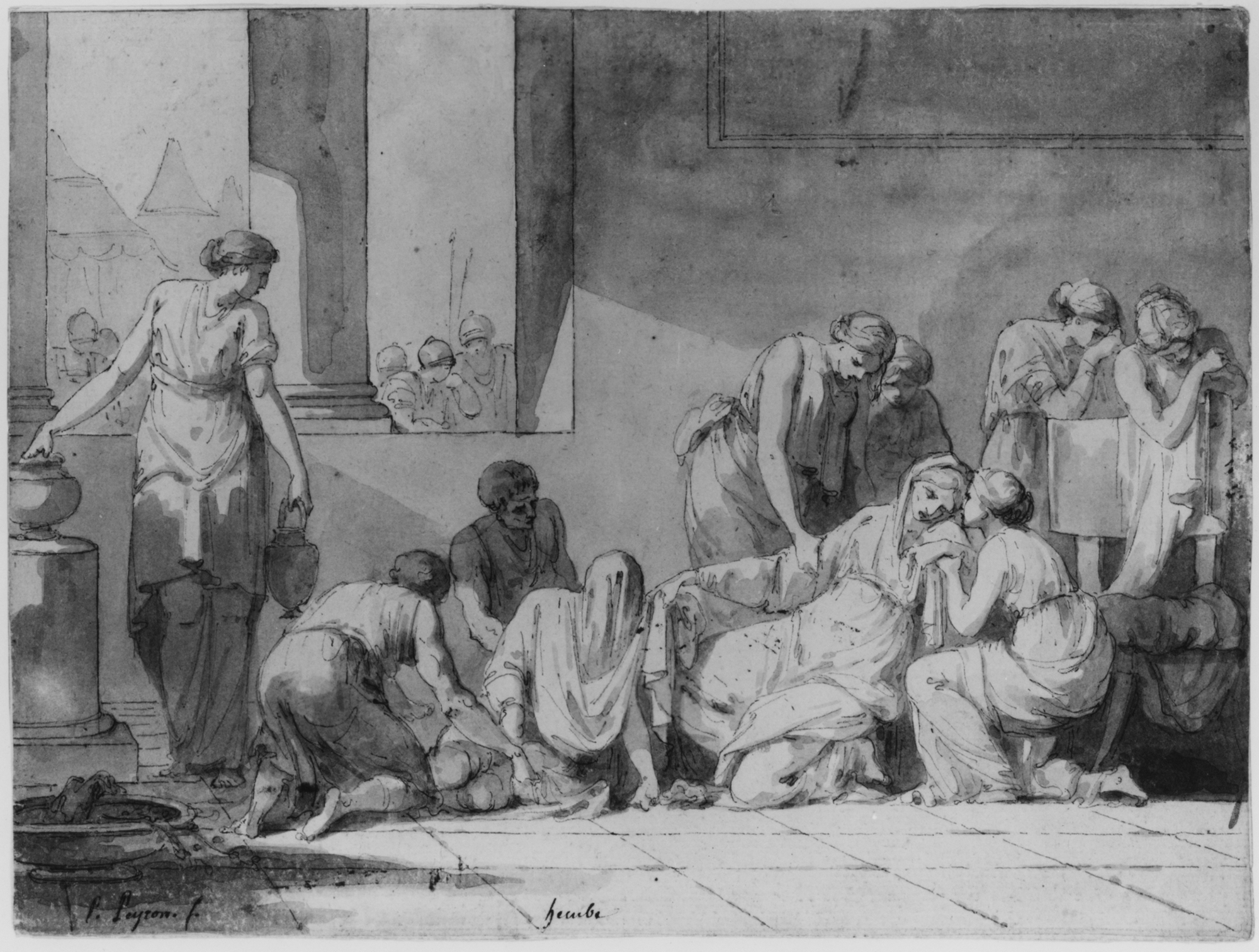
ジャン＝フランソワ・ピエール・ペイロン『ヘカベーの絶望』1784年

という組み合わせで上演され、二等になっている。

## 日本語訳
- 『ギリシア悲劇全集 第3巻 エウリピデス篇Ⅰ』 松平千秋訳、人文書院、1960年
- 『ギリシア悲劇Ⅲ エウリピデス（上）』 松平千秋訳、ちくま文庫、1986年
  - 元版『世界古典文学全集9　エウリピデス』筑摩書房、1965年
- 『ギリシャ悲劇全集Ⅳ エウリーピデース編Ⅱ』 内山敬二郎訳、鼎出版会、1978年
- 『ギリシア悲劇全集7　エウリーピデースⅢ』-「トローアデス」水谷智洋訳、岩波書店、1991年
- 『エウリピデス 悲劇全集 3』-「トロイアの女たち」丹下和彦訳、京都大学学術出版会〈西洋古典叢書〉、2014年

## 翻案
- 映画『トロイアの女』（1971年）マイケル・カコヤニス監督、キャサリン・ヘプバーン（ヘカベー）、ヴァネッサ・レッドグレイヴ（アンドロマケー）、ジュヌヴィエーヴ・ビュジョルド（カッサンドラー）、イレーネ・パパス（ヘレネー）出演
- 『セネカ悲劇集1　トロイアの女たち』 高橋宏幸訳、京都大学学術出版会〈西洋古典叢書〉、1997年
- 『トロイアの女たち』 山形治江訳、論創社、2012年[2]